# Подзорный мост
Подзо́рный мост — автодорожный железобетонный балочный мост через реку Пряжку (фактически — через бывший Сальнобуянский канал) в Адмиралтейском районе Санкт-Петербурга, соединяет Матисов и Коломенский острова.

## Расположение
Находится на территории Адмиралтейского завода. Выше по течению находится Бердов мост. Ниже по течению река Пряжка впадает в Большую Неву.
Ближайшая станция метрополитена — «Нарвская».

## Название
Мост получил современное название 4 июля 1977 года по существовавшему ранее поблизости Подзорному острову и дворцу.

## История
Первоначально этот участок Пряжки был Сальнобуянским каналом. В 1915 году, после разбора амбаров Сального буяна и засыпки прежнего русла низовьев Пряжки, канал стал её новым руслом. Существующий мост построен в 1958 году. Работы производил трест «Ленмостострой».

## Конструкция
Мост однопролётный железобетонный балочный. Устои из монолитного железобетона на свайном основании. Длина моста составляет 36,45 м, ширина моста — 8,3 м (из них 4,5 м ширина проезжей части и два тротуара по 1,9 м).
Мост предназначен для движения автотранспорта и пешеходов. Покрытие проезжей части и тротуаров — асфальтобетон. Перильное ограждение металлическое простого рисунка